# Lapjesmarkt (Utrecht)

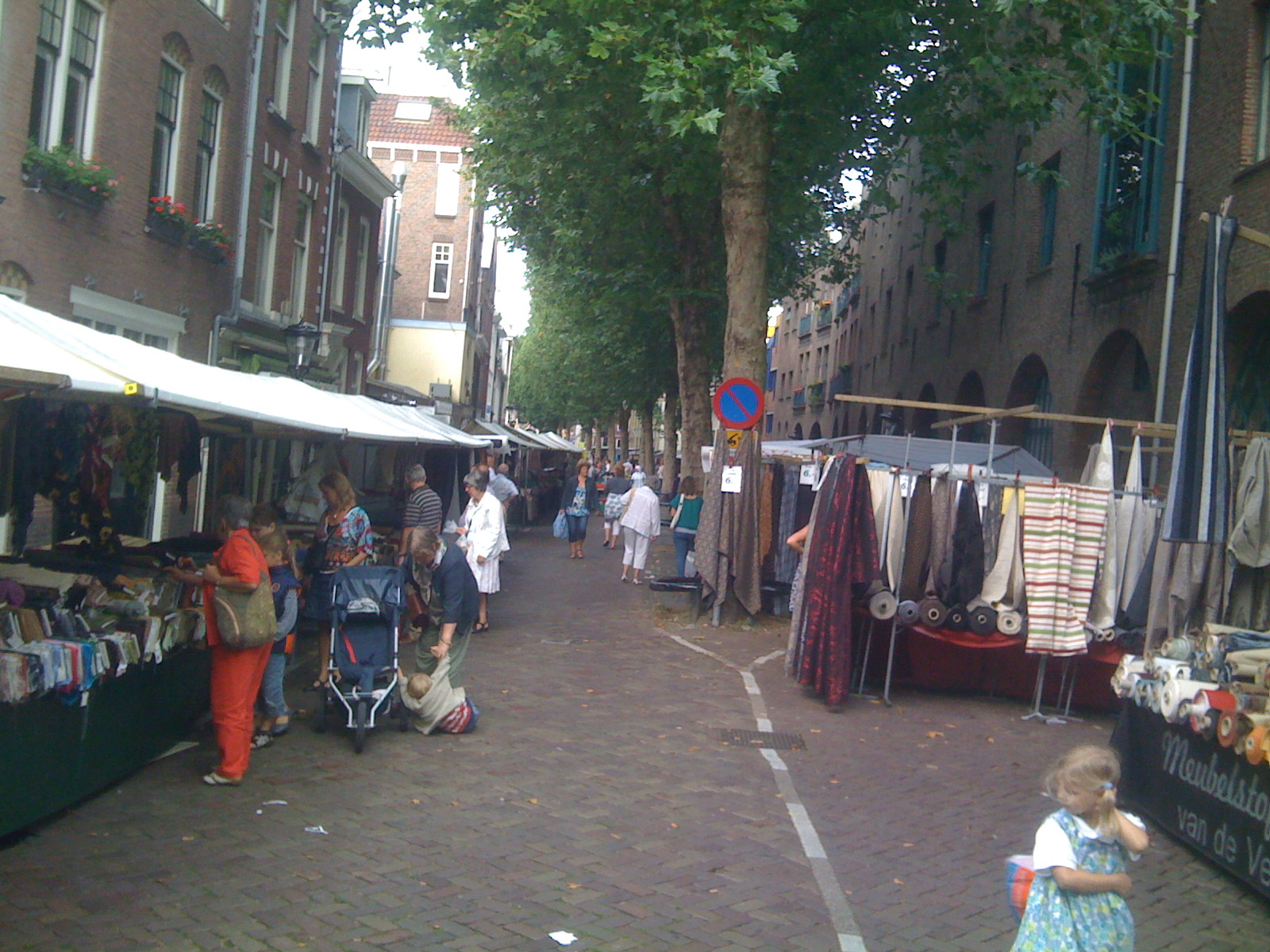
De lapjesmarkt op de Breedstraat in Utrecht bij aanvang, 2010

De Lapjesmarkt in Utrecht is een textiel- en fourniturenmarkt.
De markt wordt gehouden in de Breedstraat op iedere zaterdag van 08.00 tot 13.00 uur. Tijdens de coronacrisis in 2021 werd de lapjesmarkt afgelast, terwijl andere Utrechtse markten doorgingen.
De Utrechtse lapjesmarkt in de Breedstraat wordt al in de 16e eeuw genoemd en op 5 mei 1597 gaf de gemeente toestemming aan het linnenweversgilde om hier twee keer per jaar een linnenmarkt te houden. In de 17e en 18e eeuw was er hoogstwaarschijnlijk geen markt meer.